# Edsgatan och Långenäs
Edsgatan och Långenäs – miejscowość (tätort) w Szwecji, w regionie administracyjnym (län) Värmland, w gminie Karlstad.
Według danych Szwedzkiego Urzędu Statystycznego liczba ludności wyniosła: 346 (31 grudnia 2015), 563 (31 grudnia 2018) i 656 (31 grudnia 2019).